# Piniaszkowy
Il Piniaszkowy è un monte di 960 m di altezza che si trova sul confine tra Polonia e Ucraina ed appartiene alla catena montuosa dei Carpazi. Dalla montagna  nasce il San, un affluente di destra della Vistola.